# كريستوفر هارفي
كريستوفر هارفي (بالإنجليزية: Christopher Harvey)‏ (9 أكتوبر 1982 بجامايكا - ) هو لاعب كرة قدم جامايكي في مركز الوسط. شارك مع منتخب جامايكا لكرة القدم. أما مع النوادي، فقد لعب مع دبليو كونكشن ونادي بورتمور يونايتد ونادي جو بابليك ونادي هاربور فيو وأنتيغوا براكودا ‏.

## روابط خارجية
- كريستوفر هارفي على موقع قاعدة بيانات كرة القدم.إي يو (الإنجليزية)
- كريستوفر هارفي على موقع ناشيونال فوتبول تيمز (الإنجليزية)